# Dơi mũi ống lớn
Dơi mũi ống lớn (danh pháp hai phần: Murina leucogaster) là một loài động vật có vú trong họ Dơi muỗi, bộ Dơi. Loài này được Milne-Edwards mô tả năm 1872.